# Gessy
Gessy Lima, detto Gessy (Uruguaiana, 24 settembre 1935 – Porto Alegre, 4 ottobre 1989), è stato un calciatore brasiliano, di ruolo centrocampista. È considerato uno dei migliori giocatori della storia del Grêmio.

## Biografia
Nato a Uruguaiana, mosse i primi passi nel mondo del calcio proprio in tale cittadina. Anche quando già viveva una carriera di successi, Gessy continuò ad affermare che giocare a calcio non fosse di suo gradimento, e che continuasse solo perché in tale sport riusciva bene. La sua carriera da giocatore finanziò i suoi studi come odontoiatra, e nella parte finale di essa Gessy contemporaneamente disputava gli incontri con la maglia della Portuguesa e studiava all'Università. Dal carattere introverso, non concedette mai interviste.

## Caratteristiche tecniche
Giocava come centrocampista, ricoprendo il ruolo di mezzala destra. Il suo stile di gioco era caratterizzato dalla rapidità, dal tiro potente e da una buona abilità nel fornire assist.

## Carriera

### Club
Iniziò nel settore giovanile dell'Esporte Clube Ferrocarril; nel 1955 il tecnico del Grêmio Foguinho rifiutò di includerlo nella rosa dopo un provino. L'allenatore si ricredette poi l'anno successivo, dopo aver assistito a una convincente prestazione del giocatore, e Gessy fu pertanto integrato tra i titolari. Con la casacca tricolore della compagine di Porto Alegre Gessy vinse per sei volte il titolo statale, risaltando particolarmente per la sua abilità in campo. Nel 1959 giocò la sua miglior partita, segnando quattro reti alla Bombonera contro il Boca Juniors, suggellando la vittoria per 4-1 del Grêmio. Fu ceduto alla Portuguesa nel 1963, ove si ritirò per perseguire la carriera di odontoiatra.

### Nazionale
Fu tra i giocatori che Foguinho, nominato dalla CBD commissario tecnico della Nazionale, incluse nella lista dei convocati per il Campionato Panamericano 1960. Debuttò il 6 marzo 1960 contro il Messico.
. Giocò poi da titolare contro Costa Rica e Argentina, mentre nel secondo incontro del 17 marzo con la Costa Rica entrò a partita in corso, sostituendo Marino. Quella fu l'ultima gara disputata da Gessy con la maglia del Brasile.

## Palmarès

### Club

#### Competizioni statali
- Campionato Gaúcho: 6

Grêmio: 1956, 1957, 1958, 1959, 1960, 1962